# World of Glass
Albums de Tristania
Beyond the Veil
(1999) Ashes
(2005)
World of Glass est le troisième album studio du groupe de metal gothique norvégien Tristania. L'album est sorti le 25 septembre 2001 sous le label Napalm Records.
Pour cet album, le chant masculin et harsh a été assuré par Ronny Thorsen, qui a donc remplacé Morten Veland à la suite de son départ de Tristania.

## Musiciens
- Vibeke Stene - Chant féminin
- Anders H. Hidle - Guitare, Chant Black
- Rune Østerhus - Basse
- Einar Moen - Claviers
- Kenneth Olsson - Batterie

### Musiciens de session
- Østen Bergøy - Chant clair
- Ronny Thorsen - Chant harsh
- Pete Johansen - Violon
- Jan Kenneth Barkved - Chant clair
- Sandrine Lachapelle, Emilie Lesbros, Johanna Giraud, Damien Surian et Hubert Piazzola - Chœurs

## Liste des morceaux
1. The Shining Path – 6:46
2. Wormwood – 5:56
3. Tender Trip On Earth – 5:18
4. Lost – 6:03
5. Deadlocked – 5:57
6. Selling Out – 6:16
7. Hatred Grows – 6:20
8. World Of Glass – 5:25
9. Crushed Dreams – 7:39
10. The modern end (seigmen cover)  – 4:45